# Барська Маргарита Олександрівна
Маргари́та Олекса́ндрівна Ба́рська (нар. 19 червня 1903 — 19 грудня 1937) — радянська акторка, кінорежисер і сценарист.

## Життєпис
Закінчила театральну студію в Баку (1922). У 1920-х — актриса Одеського російського драмтеатру ім. О. Іванова і Одеської кінофабрики ВУФКУ. У 1930-х — режисер і сценарист кіностудій «Межрабпомфильм», «Союздитфільм».
Зазнала утисків під час Великого терору в СРСР. Покінчила життя самогубством.

## Фільмографія

### Акторські роботи
- 1924: Прості серця
- 1925: Сіль
- 1925: Генерал з того світу
- 1925: Бабин Лог — Дар'я
- 1926: Ягідка кохання
- 1926: Тарас Трясило — Ягелло

### Режисерські роботи
- 1930: Хто важливіше — що потрібніше
- 1933: Рвані черевики
- 1936: Батько і син

### Сценарист
- 1930: Хто важливіший — що потрібніше
- 1933: Рвані черевики
- 1936: Батько і син